# Gomoa Pomadze
Gomoa Pomadze és una vila de la Regió Central de Ghana. Està situada vora Winneba a la carretera Cape Coast-Accra. Hi ha la Perez University College, la primera universitat privada existent a la Regió Central. El batlle de la vila és Nana Apata Kofi V.